# Russian Trading System
La Russian Trading System (Российская торговая система (PTC), RTS) è una borsa valori fondata a Mosca nel 1995 sul modello dello statunitense NASDAQ al fine di consolidare i mercati mobiliari presenti allora in Russia.
Il mercato della borsa è aperto dalle 10:30 alle 18:00 orario di Mosca (GMT+3).